# 首都高速道路協会
一般財団法人首都高速道路協会（しゅとこうそくどうろきょうかい）は、1967年に設立され、首都高速道路利用者の利便性の促進や道路周辺の環境整備、広報活動などを行う法人。元国土交通省所管。
2011年10月3日付で、財団法人首都高速道路補償センター及び社団法人首都高速サービス推進協会の2法人を吸収合併した。

## 概要
- 本所 - 〒105-0001 東京都港区虎ノ門1-1-21
- 神奈川支所 - 〒221-0044 神奈川県横浜市神奈川区東神奈川1-3-4
- 理事長 - 渡邊勝

### 主な事業
- 首都高速道路周辺の緑化の推進および緑地帯管理
- 首都高速道路高架下での駐車場および店舗（南池袋付近）の建設・運営、
- ETCの普及・促進
- 道路に関する調査・研究、および調査研究活動を行う団体への助成
- 首都高速道路で発生した交通死亡事故の遺児に対する修学資金援助
- 各種催事への参加・後援、広報宣伝活動